# Лотфуллина, Лилия Робертовна
Лилия Робертовна Лотфуллина (род. 6 августа 1991, Лангепас, Тюменская область) — российская дзюдоистка, призёр чемпионата России, мастер спорта России. Начала заниматься дзюдо в 2006 году под руководством Олега Кривовязюка. В 2011 году стала мастером спорта. В 2014 году окончила Сургутский педагогический университет (факультет социальных технологий).

## Спортивные результаты
- Кубок России по дзюдо 2013 года, Новый Уренгой — ;
- Чемпионат России по дзюдо 2014 года — ;
- Чемпионат России по дзюдо 2016 года — ;
- Этап Кубка Европы по дзюдо 2016 года, Оренбург — ;
- Гран-при 2016 года, Ташкент — ;